# روبرت مناتساکانیان
روبرت آشوتی مناتساکانیان (ارمنی: Ռոբերտ Աշոտի Մնացականյան؛ زادهٔ ۲۶ مهٔ ۱۹۴۳) یک سیاستمدار اهل ارمنستان است که از تاریخ ۱۹۹۰ تا تاریخ ۱۹۹۹ سمت نمایندگی دوره اول شورای عالی جمهوری ارمنستان و دوره اول مجلس ملی جمهوری ارمنستان را برعهده داشت.

## زندگی‌نامه
در ۲۶ مهٔ ۱۹۴۳ در دیلیجان به دنیا آمد و از دانشگاه ملی پلی‌تکنیک ارمنستان فارغ‌التحصیل شد. 